# Americanycteris cyrtodon
Americanycteris cyrtodon is een uitgestorven bladneusvleermuis die tijdens het Mioceen in Midden-Amerika leefde. 

## Fossiele vondsten
Fossielen van Americanycteris zijn gevonden in de Culebra-kloof in Panama. De vondsten dateren uit de North American Land Mammal Ages Hemingfordian (19–18 miljoen jaar geleden) en Arikareean (21 miljoen jaar geleden). De vondsten omvatten onderkaken en kiezen.

## Kenmerken
Americanycteris was een grote bladneusvleermuis met het formaat van een wolharige valse vampiervleermuis, die tegenwoordig in Panama voorkomt. De Panamese vleermuis was een carnivoor of had op zijn minst een mengdieet van kleine gewervelden en insecten. 

## Verwantschap
Americanycteris behoort tot de Phyllostominae en vertoont overeenkomsten van bladneusvleermuizen uit het Vroeg-Mioceen van Argentinië.